# Marinada (glazbeni sastav)
Marinada je sastav osnovan 2003. kao autorski projekt Marina Alvira (ex Zona Industriale). Tek se kasnije formirala u bend. Glazba je jedinstveni spoj elektronike i akustike, minimalizma, lo-fi elektronike i synth-popa uz višeglasno "klapsko" pjevanje Marinovih introvertnih i minimalističkih stihova. Imaju pjesme, odnosno albume na hrvatskom i na engleskom jeziku. 
Goran Pavlov s Potlista nazvao ih je "art-klapom".

## Članovi
- Marin Alvir - vokal, bas, synth[3]
- Robert Merlak - sintisajzer, fx, dsp, trake, samplerist[3]
- Marko Čavrak - prateći vokal, sintisajzer
- Saša Matić - prateći vokal, elektronski bubanj, perkusije
- Nenad Tubin - elektronski bubnjevi, udaraljke[3]
- Josip Maršić - synth, bas[3]

## Diskografija

### Studijski albumi
Napomena: Za albume objavljene iste godine nije jasno kojim su redom objavljivani pa su ovdje navedeni proizvoljnim redom.
- Plešem na tati (2021., Slušaj najglasnije)
- Barbajol (2021., Slušaj najglasnije)
- Hladno prešano (2020., Slušaj najglasnije)
- Na vrućem krovu (2019., Slušaj najglasnije)
- Marzon (2018., Slušaj najglasnije)
- Melem (2017., Slušaj najglasnije)
- U međuvremenu (2017., Slušaj najglasnije)
- Sve je savršeno točno (2016./2017., Slušaj najglasnije)
- Ponoćna zabava (2016., Slušaj najglasnije)
- Marinada i društvo (2015., Slušaj najglasnije)
- Devetnaest (2014., Slušaj najglasnije)
- Na dobrom glasu (2014., Slušaj najglasnije)
- Ručni rad (2013., Slušaj najglasnije)
- Za crne tipke i bijele zube (2013., Slušaj najglasnije)
- Čovjek svjetla (2011., Slušaj najglasnije)
- Tourists (2011., Slušaj najglasnije)
- Ultramarinada (2010., Slušaj najglasnije)
- Za svaki dan (2010., Slušaj najglasnije)
- Hot Post (2010., Slušaj najglasnije)
- Tajni svijet (2009., Slušaj najglasnije)
- Majstor i marinada (2009., Slušaj najglasnije)
- Drvo života/ Mikroklima/ Za žene i muškarce (2008., Slušaj najglasnije) - trostruki album, računa se kao tri zasebna albuma premda su objavljeni kao jedno izdanje na tri cd-a[5]
- Analog Dog (2007., Slušaj najglasnije)
- Son Of The Sun (2007., Slušaj najglasnije)
- U Rijeci kiša pada (2006., Slušaj najglasnije)
- Marinada (2006., Slušaj najglasnije)

### Albumi uživo
- Live in Rijeka (2006., Slušaj najglasnije), zapis s koncerta snimljenog u Seas '05, Rijeka, Marganovo[3]

### Kompilacije
- Marinirani hitovi 2004-09 (2016., Slušaj najglasnije)

### Singlovi
- Čista ljubav, EP (2012., Mrnd/d.i.y.)
- Novorođene pjesme, EP (2014., d.i.y.)

## Ostalo
- S više od jednim albumom po godini postojanja uz Gori Ussi Winnetou su diskografski najaktivniji domaći bend.[1]